# Spezial-Landtag für das Fürstentum Pyrmont
Der Spezial-Landtag für das Fürstentum Pyrmont war 1849 bis 1864 der Speziallandtag für das Fürstentum Pyrmont.

## Geschichte
In der Grafschaft Pyrmont (die ab 1807 als Fürstentum Pyrmont bezeichnet wurde) bestanden keine Landstände. Erst nach der Märzrevolution 1848 waren jeweils drei Pyrmonter Abgeordnete im Waldeck-Pyrmonter Landtag vertreten. Der Status des Fürstentums Pyrmont in Waldeck-Pyrmont war umstritten. Während der Fürst eine staatsrechtliche Vereinigung anstrebte, scheuten die Stände die gegenseitige Haftung für die Staatsschulden der beiden Teilfürstentümern. Bei den Beratungen über das Staatsgrundgesetz für die Fürstentümer Waldeck und Pyrmont vom 23. Mai 1849 kristallisierte sich daher der Konsens eines gemeinsamen Staates aber getrennte Staatshaushalte heraus. Zur Kontrolle des Pyrmonter Staatshaushaltes wurde daher der Speziallandtag geschaffen, der über das Budgetrecht für den Pyrmonter Staatshaushalt verfügte. Mit dem Wahlgesetz vom 12. Dezember 1848 wurden die Modalitäten der Wahl dieses Speziallandtags festgelegt.
Dieser bestand aus fünf Abgeordneten, die in fünf ein-Personen-Wahlkreisen gewählt wurden. Diese Wahlkreise waren:
1. Stadt Pyrmont
2. Oesdorf, Löwensen und Thal
3. Holzhausen und Hagen
4. Barsen, Großenberg und Kleinenberg
5. Neersen und Eichenborn

Die Abgeordneten erhielten zwei Taler Tagegeld.
Am 21. Juli 1849 billigte der Speziallandtag das Verfassungsgesetz und den Staatshaushalt. Bezüglich des Speziallandtags waren im Verfassungsgesetz folgende Regelungen getroffen worden: Er bestand nun aus acht Abgeordneten. Dies waren die drei Vertreter im gemeinsamen Landtag und fünf weitere Abgeordnete, die in den genannten fünf ein-Personen-Wahlkreisen gewählt wurden. Die Wahl der fünf Abgeordneten erfolgte auf vier Jahre, die Vertreter im Gesamtlandtag waren solange Mitglied im Speziallandtag wie sie auch Mitglied im Gesamtlandtag waren. 1852 verabschiedete Fürst Georg Victor die Verfassungsurkunde für die Fürstentümer Waldeck und Pyrmont. Art. 47 dieser Verfassung regelte den Speziallandtag. Änderungen für den Speziallandtag ergaben sich erst durch die Landtagsordnung vom 27. Juli 1854. Danach wurden die fünf Abgeordneten in drei Wahlkreisen gewählt. Ein Abgeordneter wurde von der Stadt Pyrmont gewählt. Je zwei Abgeordnete wurden in den beiden anderen Wahlkreisen gewählt:
1. Oesdorf, Löwensen, Thal, Holzhausen und Hagen
2. Barsen, Großenberg, Kleinenberg, Neersen und Eichenborn

Mit Gesetz vom 30. Januar 1864 wurde ein einheitlicher Staatshaushalt geschaffen und der Speziallandtag damit obsolet. Vom 4. bis 9. Januar 1864 tagte der Speziallandtag auf einer außerordentlichen Sitzung ein letztes Mal.

## Personen

### Präsidenten

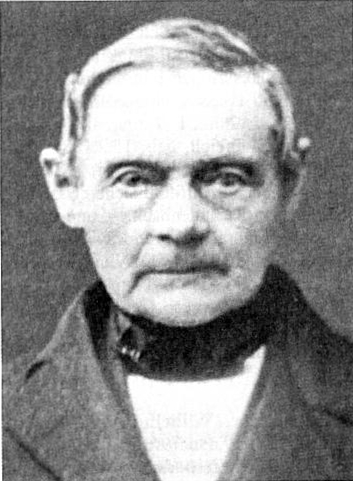
Adolph Windel

- Carl Rudolph Waldeck (1849–1861)
- Adolph Windel (1862–1863)
- Hermann Neumann (1864)

### Abgeordnete
| Von  | Bis  | Abgeordneter             | Anmerkungen         |
| ---- | ---- | ------------------------ | ------------------- |
| 1863 | 1864 | Ludwig Brinkmann         |                     |
| 1863 | 1864 | Philipp Fehrmann         | *                   |
| 1859 | 1859 | Heinrich Wilhelm Fischer |                     |
| 1859 | 1863 | Friedrich Frese          | *                   |
| 1855 | 1855 | Wilhelm Gleisner         |                     |
| 1854 | 1859 | Friedrich Hastenpflug    |                     |
| 1856 | 1859 | Heinrich von der Heide   |                     |
| 1849 | 1853 | Christoph Hemmerich      | *                   |
| 1850 | 1853 | Ludwig Kruhöffer         | *                   |
| 1859 | 1863 | Friedrich Lyncker        | *                   |
| 1859 | 1864 | Heinrich Nebelsieck      | *                   |
| 1863 | 1864 | Hermann Neumann          |                     |
| 1851 | 1854 | Georg Rhein              |                     |
| 1850 | 1853 | Carl Ringe               |                     |
| 1854 | 1864 | Friedrich Rösener        | *                   |
| 1849 | 1849 | Carl Ludwig Rumpf        |                     |
| 1849 | 1859 | Heinrich Schäfer         | *                   |
| 1860 | 1864 | Wilhelm Schleicher       |                     |
| 1851 | 1851 | August Schreiber         |                     |
| 1854 | 1859 | Johann Seebohm           | sowie 1862 bis 1864 |
| 1849 | 1864 | August Steinmeyer        | *                   |
| 1849 | 1850 | Georg Steinmeyer         | sowie 1853 bis 1854 |
| 1854 | 1859 | Heinrich Tegtmeyer       | *                   |
| 1850 | 1853 | Heinrich Vietmeyer       | *                   |
| 1849 | 1861 | Carl Rudolph Waldeck     |                     |
| 1850 | 1850 | Adolph Windel            | sowie 1855 bis 1863 |

Die mit * gekennzeichneten Abgeordneten waren nur Mitglieder des Speziallandtags, nicht des Gesamtlandtags.

## Rechtsgrundlagen
- Gesetz zur Schaffung des Speziallandtags vom 12. Dezember 1848 (Reg.-Bl. 177), Digitalisat
- Wahlgesetz vom 12. Dezember 1848 (Reg.-Bl. 179), Digitalisat